# Romanelli Volley
La Romanelli Volley è stata una società pallavolistica femminile italiana con sede a Firenze.

## Storia
La Romanelli Volley è stata fondata nel 1996 per volere della Banca Romanelli, da cui il nome deriva: dopo aver acquistato il titolo sportivo della rinunciataria Jogging Volley Altamura, la neonata società ha la possibilità non solo di partecipare al campionato di Serie A1 1996-97, ma anche alla Coppa CEV, visto la qualificazione raggiunta dalla squadra pugliese nell'annata precedente: l'esperienza europea si conclude con la sconfitta in finale ad opera della Gierre Roma Pallavolo; nella stessa annata raggiunge il terzo posto in Coppa Italia ed i quarti di finale nei play-off scudetto.
Nella stagione successiva la squadra chiude il campionato all'ultimo posto in classifica retrocedendo in Serie A2: tuttavia nella stagione 1998-99, grazie alla vittoria dei play-off promozione torna nuovamente in Serie A1.
La Romanelli Volley disputa quindi il massimo campionato italiano per tre annate consecutive con un andamento costante, mantenendo sempre posizioni di metà classifica, che non la qualificano né ai play-off scudetto, né a competizioni europee, così come in Coppa Italia viene eliminata nei primi turni. Durante la stagione 2002-03, la società viene investita da una crisi finanziaria ed è costretta a ritirate la squadra durante il corso delle competizione: la Romanelli Volley scompare quindi dal panorama pallavolistico.